# Odnoklassniki
Odnoklassniki (en russe : Однокла́ссники « Camarades de classe », abrégé en OK.ru) est un site web de réseautage social russe créé en 2006 par Albert Popkov. Il permet à ses utilisateurs de retrouver d'anciens camarades qui ont partagé leur scolarité à travers toute la Russie et ses anciennes républiques socialistes soviétiques. Le site compte plus de 148 millions d'inscrits en mars 2012, pour 31 millions de visiteurs par jour. En juillet 2023, le site compte 70 millions d'utilisateurs mensuels.